# 米哈伊 (匈牙利)
米哈伊，是匈牙利杰尔-莫雄-肖普朗州所辖的一个村。总面积16.28平方公里，总人口1074，人口密度66.0人/平方公里（2011年1月1日）。